# Felissa Rose
Felissa Rose Esposito, conocida simplemente como Felissa Rose (n. 23 de mayo de 1969), es una actriz estadounidense, conocida por su papel como Angela Baker en el slasher de culto de 1983 Sleepaway Camp: años después, volvió a aparecer en Return to Sleepaway Camp escrita y dirigida por el creador de Sleepaway Camp, Robert Hiltzik. Rose recibió el título de "Scream Queen" por su estrecha y prolongada relación con el género de terror. Apareció en más de 50 películas durante su carrera interpretativa, con títulos como The Perfect House (2012) y Silent Night, Zombie Night (2009). En 2016, produjo el vídeo musical de la banda de metal Slayer.

## Biografía
Nacida en Greenwich Village en Manhattan, New York City, Rose creció en Woodbury en Long Island.

### Vida personal
Rose vive en California con su esposo, Deron Miller, vocalista/guitarrista de CKY, y sus dos hijas, Bianca Rose (n. 8 de junio de 2005) y Lola Marue (n. 4 de marzo de 2007) y su hijo, Thomas Carver (n. 29 de agosto de 2009). Rose y Miller coprotagonizaron la comedia de terror de 2008 Caesar and Otto's Summer Camp Massacre, de Dave Campfield.

## Filmografía
| Año  | Título                               | Personaje                      | Notas                    |
| ---- | ------------------------------------ | ------------------------------ | ------------------------ |
| 1983 | Sleepaway Camp                       | Angela Baker                   |                          |
| 2002 | Horror                               | Terapeuta artística            |                          |
| 2003 | Zombiegeddon                         | Melissa                        | Directo a vídeo          |
| 2003 | Corpses Are Forever                  | Gina Matthews                  | Directo a vídeo          |
| 2003 | Nikos the Impaler                    | Sandra Kane                    | Directo a vídeo          |
| 2005 | Cerebral Print: The Secret Files     | Carolyn The M.I.L.F. / Tiffany |                          |
| 2005 | Slaughter Party                      | Tara                           | Directo a vídeo          |
| 2005 | Dead Serious                         | Susan Rosario                  |                          |
| 2005 | NYC Halloween Parade                 | Presentadora                   | Película para televisión |
| 2006 | Evil Ever After                      | Vecina                         | Directo a vídeo          |
| 2006 | Satan's Playground                   | Donna Bruno                    |                          |
| 2006 | Under Surveillance                   | Heidi Broonen                  |                          |
| 2007 | Sludge                               | Sandra                         |                          |
| 2007 | Trite This Way                       | Narradora                      |                          |
| 2008 | Return to Sleepaway Camp             | Angela Baker / Sheriff Jerry   |                          |
| 2008 | Zombie Killers: Elephant's Graveyard | Lia                            |                          |
| 2009 | Silent Night, Zombie Night           | Elsa Lansing                   |                          |
| 2016 | Family Possessions                   | Susan                          |                          |
| 2016 | 2 Jennifer                           | Jennifer Smith                 |                          |
| 2017 | Death House                          | Dra. Angela Freeman            |                          |
| 2017 | Victor Crowley                       | Kathleen                       |                          |
| 2018 | Rootwood                             | Laura Benott                   |                          |
| 2020 | A Nun's Curse                        | Sister Monday                  |                          |
| 2022 | Bloody Summer Camp                   | Michelle Crowell               |                          |
| 2022 | Terrifier 2                          | Ms. Principe                   |                          |